# Indigovník pravý

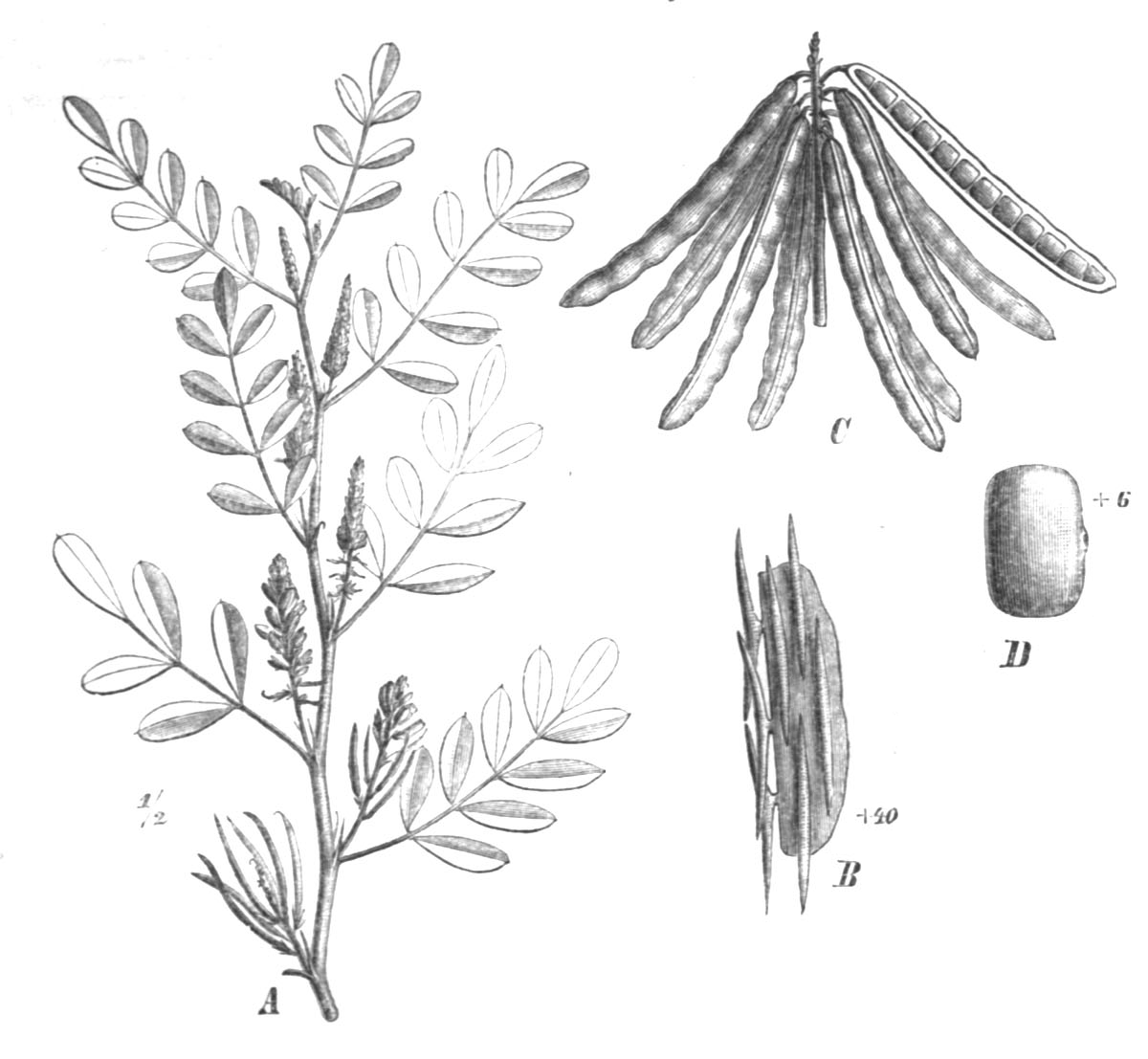
Zobrazení indigovníku pravého

Indigovník pravý (Indigofera tinctoria) je subtropická kulturní rostlina, jeden z mnoha druhů velmi rozsáhlého rodu indigovník. Je lidmi pěstován již více než 2000 let, získává se z něj jasně modré barvivo „indigo“ pro barvení textilií a výrobu inkoustu.

## Rozšíření
Rostlina pochází ze západní Afriky odkud se dostala téměř do všech tropických a subtropických oblastí. Největšího rozšíření se jí dostalo v 18. století, kdy začala být ve velké míře pěstována hlavně v Indii, odkud se dostala do Jihovýchodní Asie, Arábie, většiny Afriky, Austrálie i tropické Ameriky. Byla vysazována i na jihu Evropy, do Střední Evropy k vůli chladnému klimatu nedoputovala.
V současnosti je přírodní indigo při průmyslovém barvení látek vytlačeno chemickými barvivy a rostliny se pěstují jen řídce.

## Ekologie
Vyskytuje se v sezóně zaplavovaných travnatých oblastech jen rozptýleně porostlých vzrostlými stromy. Obvykle roste v nadmořské výšce do 1000 m a v místech, kde je průměrná roční teplota nad 22 °C a úhrn srážek za rok se pohybuje od 500 do 1500 mm. Dlouhotrvající deště a záplavy, stejně jako nadměrné teplo a suché větry způsobují vadnutí rostlin.
Porost indigovníku pravého pro technické účely se získává výsevem skarifikovaných, nebo předem namáčených semen do sponu 30 × 30 cm, semena klíčí do týdne; lze také vysazovat semenáče vypěstované ve školce. Po vyrašení již nepotřebuje mnoho péče, roste rychle a pleje se pouze výjimečně. Protože dokáže kořenovými bakteriemi fixovat vzdušný dusík, dá se úspěšně pěstovat i na nevyhnojených půdách.

## Popis

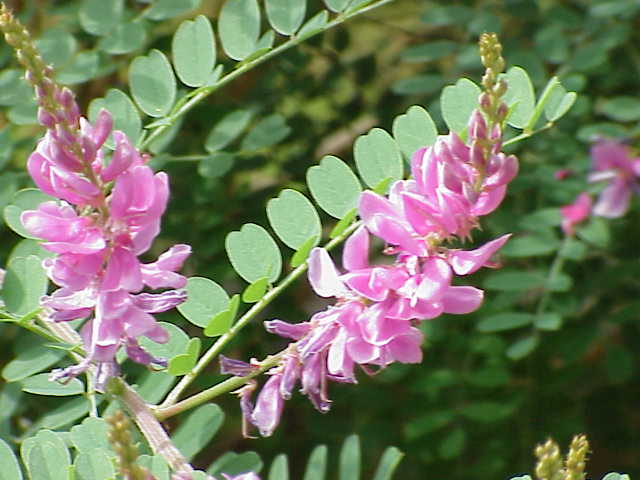
Květenství

Polokeřovitá, vytrvalá rostlina s bylinnými, hodně rozvětvenými prýty dorůstající do výše 1 až 2 m. Stonky jsou porostlé krátkými, štětinovými palisty a spirálovitě uspořádanými, lichozpeřenými, řapíkatými listy dlouhými 4 až 8 cm (které se podobají známému akátu). Oválné až obvejčité lístky, vyrůstající ve čtyřech až sedmi párech, bývají dlouhé 1,5 až 3 cm a široké 1 až 1,5 cm. Na bázi u krátkého řapíčku jsou čepele lístků tupé nebo špičaté, na vrcholu zaoblené neb hrotité a spodní stranu mají jemně chlupatou.
Drobné bílé, červenavě žluté nebo lososově růžové květy vyrůstají v 8 až 16 cm dlouhých hroznech. Oboupohlavné květy mají srostlý, stříbřitě pýřitý kalich asi 2 mm dlouhý. Koruna, dlouhá do 5 mm, má tři plátky volné a dva srostlé v člunek. V květu je deset dvoubratrých tyčinek, jedna horní je volná. Vrchní jednodílný semeník nese dlouhou čnělku.
Plody jsou tenké, válcovité lusky 2 až 4 cm dlouhé, které obsahují průměrně 10 kulovitých, asi 2 mm velkých semen s pevným osemením.

## Význam
Indigovník pravý se pěstuje pro modré barvivo, které je považováno za jedno z nejkvalitnějších. Vyrábí se z nadrcených stonků keřů pokosených ve výši 10 až 20 cm nad zemí, obvykle ve stáří 4 až 5 měsíců a v počátku kvetení. Drť se asi 10 hodin fermentuje ve studené vodě, kde následkem enzymové hydrolýzy vzniká žlutý indoxyl. Výluh se přefiltruje a za stálého míchání se indoxyl působením vzdušného kyslíku vysráží v modré indigo usazující se ve formě kalu na dně. Roztok se přečistí a pevný zbytek, nerozpustný pigment indigo, se usuší a slisuje. V Indii se z hektaru sklidí asi 10 tun rostlin, pro kilogram barviva je zapotřebí asi 250 kg rostlin.
Pokosené keře brzy obrůstají, sklizeň se opakuje dvakrát až třikrát, pak se zaorají. Barvivo nesprávně nazývané „indigo“ se vyrábí také z borytu barvířského, je však méně kvalitní. Od objevu syntetických barviv používání indiga silně pokleslo, v současnosti slouží hlavně k barvení domácích textilií u původních afro-asijských obyvatel a v restaurátorství.